# Eduard Hesse
Eduard Hesse (* 1. Oktober 1912 in Bremen; † 10. Dezember 2011 in Bielefeld) war ein deutscher evangelischer Geistlicher.

## Leben
Eduard Hesse wuchs in einer pietistischen Familie auf. Sein Vater war der Theologe Hermann Albert Hesse. Auch seine drei Brüder entschieden sich für den Beruf des Vaters und engagierten sich für die Bekennende Kirche. Seine Schwester Margit heiratete einen Theologen. Sein jüngster Bruder Helmut Hesse kam 1943 zusammen mit seinem Vater wegen seines kirchlichen Engagements ins Konzentrationslager Dachau, wo Helmut Hesse aufgrund mangelnder medizinischer Versorgung ums Leben kam. Seine zwei Brüder Theodor und Friedrich-Wilhelm waren zu diesem Zeitpunkt schon gefallen. Von den Geschwistern überlebten nur Margit und Eduard das Dritte Reich. Eduard bekam mit seiner Frau Friederike (Witwe seines gefallenen Bruders Theodor) sechs Kinder.
In seiner Jugend betätigte er sich im evangelisch und jugendbewegt geprägten Bibelkreis. Während seines Theologiestudiums in Tübingen engagierte er sich innerhalb der jugendbewegt-reformierten Hochschulgilde Rüdiger von Bechelaren. Seine darauf folgenden Studienmonate in Basel (1935–1936) nutzte er für länderübergreifende Kurierdienste innerhalb der Bekennenden Kirche. Im Herbst 1936 legte er sein Erstes Examen in der Bekennenden Kirche ab und war darauf für diese als Vikar in Breslau tätig. Seine Predigten wurden nach einer Denunziation von der Gestapo beobachtet. Für deren Inhalt kam er mehrfach in Haft. In einem Tagebucheintrag des Bekenntnispfarrers Hermann Klugkist Hesse ist seine Inhaftierung wie folgt notiert:

„Eduard Hesse liegt in einer engen Zelle mit einem Blutschänder und einem Dieb. Ein Bett. Zwei müssen an der Erde schlafen. Die Zahl der Verhafteten in Ostpreußen über 80! Niesel und Gollwitzer wieder gefänglich eingezogen.“

Auch eine Versetzung innerhalb der Bekennenden Kirche nach Gebroth im Hunsrück konnte ihn vor weiteren Repressalien nicht schützen. Doch er ließ sich auch dadurch nicht von seinen theologischen Überzeugungen abbringen. Im März 1939 absolvierte er sein Zweites Examen in der nun illegalen Bekennenden Kirche im Rheinland. Ende 1939 wurde er von einem Sondergericht aufgrund des sogenannten Heimtückegesetzes zu einem einjährigen Freiheitsentzug verurteilt. Die bisherige Haftzeit wurde ihm angerechnet und für die restlichen Monate eine Amnestie ausgesprochen. In seiner Konfirmandengruppe, die er als Hilfsprediger in Duisburg-Meiderich leitete, behandelte er den in der Bekennenden Kirche geschätzten Heidelberger Katechismus und berichtete seinen Schülern von der Beerdigung des im Konzentrationslager Buchenwald ermordeten Bekenntnispfarrers Paul Schneider. Deshalb wurde er von der Gestapo erneut verhört und der Sachverhalt wurde an die Staatsanwaltschaft übergeben. Zu einer Verhandlung und Verurteilung kam es vorerst nicht. 1940 wurde er wie viele Anhänger der Bekennenden Kirche zur Wehrmacht eingezogen, um an der Ostfront eingesetzt zu werden. Ein Sondergericht in Düsseldorf nahm sich 1941 des Meiderich-Falles erneut an, ohne jedoch ein Urteil zu fällen. Im weiteren Verlauf des Krieges wurde Hesse auffallend oft zu gefährlichen „Sondereinsätzen“ beordert und ein Kamerad informierte ihn über ein vertrauliches Schreiben der Gestapo aus Düsseldorf mit dem Vermerk, er soll nicht mehr wiederkommen. Eduard Hesse überlebte den Zweiten Weltkrieg.
Eduard Hesse war von 1947 bis 1952 Pfarrer in Herford und von 1952 bis 1977 Pfarrer in der Gemeinde Hoerstgen am Niederrhein. Nach seinem Tod erinnerte der amtierende Pfarrer der Gemeinde an ihn:

„Zusammen mit seinem Vater Hermann Albert Hesse, Pfarrer in Wuppertal, und seinen Brüdern gehörte er einem radikalen, entschiedeneren Flügel der sogenannten ,Bekennenden Kirche' an, der auch das Eintreten für die verfolgten Juden direkt zum christlichen Bekenntnis zählte.“

So ist es auch nicht verwunderlich, dass in der Gemeinde Hoerstgen neben den Gefallenen des Weltkrieges namentlich auch der jüdischen Opfer des Ortes gedacht wird.
Seinen Ruhestand verbrachte das Ehepaar Hesse im Westerwald. Im Januar 2011 starb seine Frau Friederike. Am 10. Dezember 2011 starb Eduard Hesse in seinem 100. Lebensjahr in Bielefeld. Beide wurden auf dem Hoerstgener Friedhof beigesetzt.

## Übersetzungen
- Dirk Heikoop: Hermann Albert Hesse (1877–1957). Ein Reformierter im Kampf der Bekennenden Kirche Deutschlands. Aus dem Niederländischen übertragen von Eduard Hesse